# Тарасовское сельское поселение (Ростовская область)
Тарасовское сельское поселение — муниципальное образование в Тарасовском районе Ростовской области.
Административный центр поселения — посёлок Тарасовский.

## Состав сельского поселения
| № | Населённый пункт | Тип населённого пункта          | Население |
| - | ---------------- | ------------------------------- | --------- |
| 1 | Донская Нива     | посёлок                         | 530       |
| 2 | Липовка          | хутор                           | 162       |
| 3 | Нижняя Тарасовка | хутор                           | 433       |
| 4 | Россошь          | хутор                           | 515       |
| 5 | Смеловка         | хутор                           | 103       |
| 6 | Тарасовский      | посёлок, административный центр | ↗9017     |

## Население
| 2010   | 2012    | 2013    | 2014    | 2015    | 2016    | 2017    | 2018    | 2019    |
| ------ | ------- | ------- | ------- | ------- | ------- | ------- | ------- | ------- |
| 10 760 | ↘10 716 | ↘10 608 | ↘10 503 | ↘10 378 | ↘10 320 | ↘10 303 | ↘10 145 | ↘10 035 |
| 2020   | 2021    |         |         |         |         |         |         |         |
| ↘9858  | ↘9760   |         |         |         |         |         |         |         |